# Melithaea squamata
Melithaea squamata is een zachte koraalsoort uit de familie Melithaeidae. De koraalsoort komt uit het geslacht Melithaea. Melithaea squamata werd in 1911 voor het eerst wetenschappelijk beschreven door Nutting. 